# 藤井一至
藤井 一至（ふじい かずみち、1981年10月8日 - ）は、日本の土壌学者。京都大学より博士（農学）の学位を取得後、日本学術振興会特別研究員、国立研究開発法人森林研究・整備機構森林総合研究所主任研究員を経て、福島国際研究教育機構土壌ホメオスタシス研究ユニットリーダー。JST創発研究者。持続的な食糧生産や土壌管理技術を研究する。著書に『大地の五億年 せめぎあう土と生き物たち』（山と溪谷社）、『土 地球最後のナゾ 100億人を養う土壌を求めて』（光文社）で第七回河合隼雄学芸賞受賞。

## 経歴
富山県中新川郡立山町生まれ。子供の頃の趣味は岩石採集。立山町立雄山中学校、富山県立富山中部高等学校を経て、京都大学農学部を卒業。京都大学大学院農学研究科博士課程修了、博士（農学）の学位を取得。大学では将棋部に所属し、関西学生王将（2003年）を獲得した。『風の谷のナウシカ』（宮崎駿）、『栽培植物と農耕の起源』（中尾佐助）に影響を受け、土の研究を志す。土壌学研究室では吉田山の土壌生成過程、インドネシアの熱帯雨林の土地利用変化の影響を研究し、森林総合研究所ではカナダの永久凍土の温暖化影響等を研究した。国際連合食糧農業機関のGlobal Soil Partnershipの活動への参画、文科省に対する高校地理教科書改訂の提言も行う。東京大学、東京農工大学、日本女子大学、日本大学、玉川大学、桜美林大学、東京都立大学等で非常勤講師を務める。朝日新聞 Globe+「疲れる土」特集で解説を担当した。2022年10月31日TBS系で放映された『クレイジージャーニー』では、日本に僅かしかいない土壌学者の一人として、高校地理の土壌分布図の改訂に貢献したことが紹介された。

## 著書
- 『土と生命の46億年史』（講談社ブルーバックス）
- 『大地の五億年 〜せめぎあう土と生き物たち〜』（山と溪谷社）
- 『土 地球最後のナゾ 〜100億人を養う土壌を求めて〜』（光文社）
- 『土の大研究』（PHP研究所）

## 受賞歴
- 2012年 Best Poster Award  8th International Symposium on Plant-Soil Interactions at Low pH（インド）
- 2013年 第1回 日本生態学会奨励賞（鈴木賞）
- 2015年 第33回 日本土壌肥料学会奨励賞
- 2016年 第15回 日本農学進歩賞
- 2019年 第7回 河合隼雄学芸賞受賞
- 2019年 Ecological Research Paper Award 2018
- 2020年 第11回 日本ペドロジー学会論文賞
- 2022年 第39回 とやま賞
- 2023年 第27回 日本生態学会宮地賞
- 2023年 第9回 World Omosiroi Award

## メディア出演

### テレビ
- ハライチの魂の研究者24時（2019年12月28日、BS朝日）
- 又吉直樹のヘウレーカ!「ノー “土” ノー ライフ！？」（2020年1月15日、NHK教育）
- キャッチ！世界のトップニュース「失われる土」（2020年2月10日、NHK BS1）
- ホンマでっか!?TV（2020年3月11日、フジテレビ）
- Science View “土ハンターが挑む 100億人を養う土壌づくり！森林総合研究所 藤井一至”（2020年9月23日、NHK WORLD-JAPAN）[18]
- 探求の階段（2020年12月3日、テレビ東京）
- 1億人の大質問!?笑ってコラえて!（2021年2月3日、日本テレビ）
- サイエンスZERO（2022年5月22日、NHK教育）
- クレイジージャーニー（2022年10月31日、TBS）
- サンデーLIVE!! 松岡修造のみんながん晴れ[19]（2023年1月22日、テレビ朝日）
- ヒューマニエンス（2023年12月25日、NHK BSプレミアム）
- 体感!グレートネイチャー（2024年9月16日、NHK BSプレミアム）
- 今からサイエンス（2025年4月18日、BSテレビ東京）

### ラジオ
- 久米宏 ラジオなんですけど（2018年10月3日、TBSラジオ）
- GROWING REED（2020年3月8日、J-WAVE）
- GOOD NEIGHBORS（2020年7月16日、J-WAVE）
- 赤江珠緒たまむすび（2021年4月8日、TBSラジオ）
- アシタノカレッジ（2021年12月2日、TBSラジオ）
- 葉加瀬太郎 ANA WORLD AIR CURRENT （2022年12月10日、J-WAVE）
- こねくと（2023年6月29日、TBSラジオ）[20]
- 大竹まこと ゴールデンラジオ!（2025年1月20日、文化放送）[21]
- 高橋源一郎の飛ぶ教室（2025年4月18日、NHKラジオ）[22]
- LOGISTEED TOMOLAB.〜TOMORROW LABORATORY（2025年5月3日、J-WAVE）[23]
- ReHacQ大学（2025年5月6日・13日、文化放送・YouTube）[24]
- 荻上チキ・Session（2025年5月20日、TBSラジオ）[25]
- 安住紳一郎の日曜天国（2025年6月8日、TBSラジオ）